# 格利澤1154
格利泽1154是一顆位於處女座附近的紅矮星，距離地球約26.3光年。